# アメーバブログ
アメーバブログ（Ameba Blog、略称：アメブロ）は、サイバーエージェントが提供するレンタルブログサービス。2004年9月15日サービス開始。同社が運営するネットサービス「Ameba」の主力サービスのひとつである。

## 概要
各種調査によると、日本で第1位の規模のブログサービスである。2009年時点では、Yahoo!ブログ、FC2ブログと並んで三強とされた。
メディアミックスなどクロスメディアの手法を使ってマスメディアと連携し、ユーザーやページビューを増やしてきた。芸能人や著名人などタレントブロガーの多さも売り物で、ミスキャンパスのブログ、芸能事務所ごとのブログスペースなどを設けて管理している。『実録鬼嫁日記』『きらきら研修医』はブログが書籍化され、後にテレビドラマ化された。
2007年2月14日には東京・原宿に「AmebaStudio」をオープン。芸能人などの著名ゲストを呼んで公開生放送によるネット配信を行いタレントブログと連動させていたが、2010年3月31日をもって運営終了した（「HARAJUKUAbemaStudio」も参照）。
2025年5月30日、総務省はAmebaブログの運営に対し、情報流通プラットフォーム対処法に基づく大規模特定電気通信役務提供者の指定を行った。

### 会員数
Ameba全体の会員数は、サービス開始2年後の2006年3月には100万人を突破した。
その後は、2009年10月時点で676万人、同年12月時点で約728万人となった。同年12月時点での会員男女比率は5:5であった。ブログのアクティブユーザーは、2009年11月時点で約115万人/月。日本のユニークビジターは2009年11月時点で220万人/月。ページビューは2億3000万/月。
2010年7月には会員数が1,000万人を突破、2011年12月には2,000万人を突破、2013年8月には3,000万人を突破した。サービス開始10周年を迎えた2014年9月には4,000万人を突破し、サービス開始15周年となる2019年9月には会員数6,000万人を突破し、ブログの累計投稿数は約25億件に達した。

### サービスの特徴
ブログサービスとしての特徴として、以下のような点が挙げられる。
- ブログでありながら、SNS的な相互コミュニケーション要素が強く、ユーザー間の交流を促すための様々な機能が用意されており、非常に多機能なブログサービスとなっている。
- FC2ブログ、Livedoorブログ[10] とは異なり、アダルトコンテンツを含むブログ作成は利用規約で禁止されている[11]。なお、Seesaaブログでもアダルトブログ作成は禁止されており[12]、Yahoo!ブログでもアダルトブログ作成は禁止されていた。
- サービス開始時よりアフィリエイトなどの商用利用に対しては厳格であったが、2018年12月25日よりアフィリエイトがいったん解禁された。しかし2020年4月より独自アフィリエイトサービス「Ameba Pick」がリリースされ、外部ASPの利用は再度禁止された[13][14]。
- 使用禁止HTMLタグが多いなど制約が強く、技術的に高度なカスタマイズなどはできないが、初心者にも使いやすくとっつきやすいUIを採用している。
- 上記のとおり、規約上も技術的にも制約が大きいため、アフィリエイトブログやまとめブログなどの作成には適さない。

これらの特徴はYahoo!ブログにも共通する面があり、初心者にも親しみやすいブログサービスとして会員数を伸ばした。
2019年12月15日のYahoo!ブログ廃止の際には、公式移行ツールの対象として、アメーバブログ、Livedoorブログ、Seesaaブログ、はてなブログの4サービスがサポート対象とされた。

## 沿革
- 2004年9月15日 - アメーバブログのサービスを開始[1][2]。当初は「現金還元型ブログサービス」として賞金付きのブログランキングを売りにしていた[1]。
- 2005年4月1日 - ブログURLは「http://ユーザーID.ameblo.jp/」だったが、同日より「https://web.archive.org/web/20111129151932/https://ameblo.jp/ユーザーID/」という形に改められた。既存会員の場合は自動的に新URLにリダイレクトされる。
- 2005年10月21日 - サイバーエージェントが「melma!blog」のサービス終了を告知し、利用者にAmebaブログの開設を勧める（自動移転は無し）[18][19]。
- 2006年
  - ソフトバンク「ヤフー・インターネット・ガイド」主催の「Web of the Year 2006」ブログサービス部門で1位となる。
  - 9月 - 携帯電話用サービス「Amebaモバイル」を開始[2]。
  - 11月 - 足跡機能「ペタ」をサービス開始[20]。
  - 12月 - ブログの普及に貢献した著名人を表彰する「BLOG of the year」を開始。2011年度をもっていったん終了したが2015年度より再開。
- 2007年
  - 2月14日 - 原宿に「AmebaStudio」をオープン[4]。
  - 3月 - 小学館『週刊ヤングサンデー』とグラビアアイドルコンテストの「YS・アメブロ乙女学院」を開催。
  - 8月 - 「クチコミ番付」機能を開始。
  - 8月29日 - 「アメンバー」機能を開始[21]。
- 2008年10月 - グッドデザイン賞を受賞[22]。
- 2009年
  - 2月 - 仮想空間アバターサービス「Amebaピグ」サービス開始[2]。
  - 4月 - コミュニティ機能「Amebaグルッぽ」サービス開始。
  - 12月 - つぶやき機能「Amebaなう」サービス開始。
- 2010年3月31日 - この日をもって「AmebaStudio」を運営終了[4]。
- 2012年
  - 3月13日 - 新マイページβ版をリリース。
  - 5月15日 - 新マイページに強制移行。
  - 6月 - スマートフォン版をサービス開始[2]。
- 2014年9月15日 - サービス開始10周年を迎える。この月に会員数4,000万人を突破[2]。
- 2015年4月 - 「Ameba」ロゴとサイバーエージェントのコーポレートロゴを変更[2]。
- 2016年
  - 4月1日 - ブログスタンプ「今日は何の日？」を開始[23]。
  - 4月18日 - 「ブログネタ」機能を廃止、「今日は何の日？」へ移行。
- 2017年2月 - 同年3月1日より常時SSL化（常時https）化することを発表。これに伴い同年3月からは、URLが「http://ameblo.jp/～」の場合は「https://ameblo.jp/～」にリダイレクトされるようになり、同時に一部仕様が変更された[24]。なお今回の変更については、Amebaモバイルは対象外でフィーチャーフォンでの利用には影響はない[24]。
- 2018年4月18日 - プロフィールページをリニューアル。PC・スマートフォンでデザインを統一しレスポンシブデザイン化した[25]。これに伴い、旧PC版プロフィールページにあった自己紹介用のQ&A欄は廃止された[26]。
- 2019年
  - 1月24日 - 音声入力・再生ブログ「こえのブログ」をスマートフォンブラウザで先行リリース。
  - 9月15日 - サービス開始15周年を迎える[2]。この月に会員数6,000万人を突破[2]。
- 2020年
  - 3月31日 - PC版・スマートフォン版のスタッフブログを統合[27]。
  - 4月2日 - 専用アフィリエイト・プログラム「Ameba Pick」をサービス開始。
  - 4月 - Android版「Ameba Pick」アプリをリリース。
  - 5月7日 - iOS版「Ameba Pick」アプリをリリース[28]。
  - 5月25日 - 記事内リンクをリンクカード表示化[29]。
  - 11月4日 - mixiアカウント、楽天会員アカウントでの連携ログインを廃止[30][31]。

## 機能・仕様
通常のブログ更新機能の他に、利用者相互のコミュニティを図るため様々な機能が用意されている。各種機能にはホーム（旧「マイページ」）からアクセス可能。

### ブログランキング
サービス開始時の2004年9月15日より実施。アクセス数などに基づいたブログランキングで、月間ランキングの上位に入賞したトップブロガーには報酬が支給される。報酬の支給は、当初は現金（一部ランキングは賞品）だったが、後に「コイン」と呼ばれる換金可能な仮想通貨に改められた。

### 読者登録
アメーバブログの中で読者登録する機能があり、気に入ったブログを登録すると自分のホームに更新情報が表示される。
読者登録は、自分が気に入ったブログを相手にメッセージを添えて読者になるという機能である。SNSで言う「相互フォロー」のような「読者登録返し」というコミュニケーションも頻繁に行われているが、これもマナーとされているわけではない。また読者機能と同じような「チェックリスト登録」という機能もあった。
一般的なRSSリーダーとは異なり、アメーバブログ以外のブログは登録できない。かつてはアメーバブログ以外にも、RSSで更新状況を配信しているブログやニュースもお気に入り登録でき、更新情報も届くなどの機能もあった。
読者登録はのちに「フォロー」と名称変更され、チェックリスト登録は統合された。読者登録には公開フォローと非公開フォローの2種類がある。他人のブログをフォローする際に、デフォルトで公開・非公開のどちらにするかを設定画面で指定できる。
公開フォローでは、相手にフォローしたことが通知される。公開フォローの受付設定は「すべて承認」「個別に承認」「すべて不承認」の3通りを選択でき、フォローが承認されると相手のブログのサイドバーにある「このブログのフォロワー」一覧に登録者のブログ名が表示される（設定画面「サイドバー表示設定」により非表示とすることも可能）。
非公開フォローでは、相手にフォローしたことは知られず、フォローを外しても通知が行くことはない。
読者登録したブログの更新情報は、自分のホームの「フォローフィード」に新着表示され、公開フォロー・非公開フォローにかかわらず同じように一覧表示される。

### アメンバー
2007年8月29日に開始された友達登録機能。記事や画像・動画を特定の人に限定公開できるSNS機能である。mixiにおける「マイミク」に相当する機能で、特定のユーザーを「アメンバー」として登録することで「アメンバー限定記事」を書くことができる。
相手のブログトップページから「アメンバー申請」を行い、承認されると「アメンバー」として登録される。自分の設定画面から「アメンバー申請を受け付けない」という設定も可能。かつては「アメンバー一覧」リストは全ユーザーのプロフィールページに表示されていたが、のちに一覧リスト非表示機能が追加された。

### 今日は何の日？（旧「ブログネタ」）
2016年4月1日より「今日は何の日？」機能を開始。毎日「今日は○○の日」というブログスタンプがマイページに表示される。そこから記事を書くとスタンプとリンクが記事に表示され、同じブログスタンプで記事を書いた人のブログを見ることもできる。ブログスタンプは毎日変更される。ブログは作ったものの書くネタがなく、続かないとして放置しがちな初心者に配慮した機能である。
「ブログネタ」として長年続けられていた機能で、事務局内の「クチコミ番付運営局」というグループが、毎週ブログのネタとなる話題を提供していた。また「ブログネタ」と連動して、2007年8月からは「クチコミ番付」「すんものおへや」という機能も用意されていたが、2016年4月18日をもって両機能とも終了し「今日は何の日？」へ移行した。

## 終了した機能・仕様
※ 終了順

### フォトサービス
画像をアップロードして、閲覧者やアメンバーに公開する機能。アップロードした画像はブログ内に貼り付けることも出来た。まず2009年1月20日をもって投稿が出来なくなり、2010年2月22日をもってサービス自体が終了した。

### Amebaなう
2009年12月にサービス開始。TwitterのようなAmeba用つぶやき機能。2017年11月6日をもってサービス終了。

#### なう速アプリ
2012年5月リリース。「Amebaなう」用のスマホアプリ。2017年11月6日をもってサービス終了。

### プロフィールQ&A
プロフィールページに設けられていた自己紹介用のQ&A欄。2018年4月18日にプロフィールページが大幅にリニューアルされて簡素化されたことに伴い、Q&A欄は廃止された。

### Amebaグルっぽ
2009年4月より開始されたコミュニティ機能。mixiのコミュニティと同様に、同じ趣味などを持ったブロガーが交流することができた。2019年3月27日をもってサービス終了。

### Amebaピグ
2019年12月2日をもってPC版・モバイル版のサービスを終了。

### ペタ（足跡機能）
2006年11月にサービス開始。いわゆる「足跡」機能の一種で、自分が記事を読んだことをブロガーに対して伝える方法である。「ペタ」ボタンを一度クリックすると「ペタ帳」と呼ばれるリストに足跡のマークと自分のIDが表示される。また「ペタ」は自分自身のブログにも付けることができる。
mixiの「足あと」機能に類比されるが、mixiの「足あと」機能は自動で記録されるのに対し、「ペタ」は読者が能動的に記録するという点が異なる。
「ペタ」を付けてくれたお礼として、自分も相手のブログ記事を読み「ペタ」を返す「ペタ返し」というコミュニケーションもあるが、あくまで自主的なものでありマナーとされているわけではない。
サービス開始当初は全ユーザーのブログに「ペタ帳」が表示される仕様となっていたが、宣伝業者などによるスパム的な「ペタ」が多かったことから、のちに「ペタを受け付けない」設定が追加された。
得た「ペタ」の数によってランクアップし、「ペタ帳」に表示されるキャラクターが変化する。キャラクターは次のとおり。
- 1級：フェニックス - 最高ランク
- 2級：龍
- 3級：ペガサス
- 4級：恐竜
- 5級：マンモス
- 6級：イエティ
- 7級：羊
- 8級：ポニー
- 9級：ブタ
- 10級：ペンギン
- 11級：パグ
- 12級：ひよこ
- 13級：すんも（赤ちゃん）- 初期ランク

2015年8月19日、アメーバブログ公式スタッフブログで「ペタ」機能の廃止が発表され、同年11月18日をもって機能終了するとされた。一部ユーザーからは存続を求める声もあったが「新たな対応は考えていない」としていた。しかし同年11月9日には、方針を一転し同スタッフブログで「ペタ」廃止の撤回が発表され、サービス継続されることとなった。
その後、2020年8月28日に再びスタッフブログで「ペタ」機能の廃止が発表された。同年10月28日14時をもって相手にペタをつけることが出来なくなり、11月16日14時をもって自分のペタ帳を閲覧することも出来なくなった。再度廃止に至った理由として、システムの老朽化と「いいね」機能との重複などを挙げている。

## タレントブログ

### 殿堂入りブログ
アメーバブログ側の審査を通過し「オフィシャルブログ」として登録されている著名人のブログについては、タレント・有名人ブログ総合インデックス から見ることができる。殿堂入りしたブログはランキングの対象外となる。
- 若槻千夏 - 殿堂入り第1号。殿堂入り当時のブログは削除しているため、現在は殿堂入りの一覧には掲載されていない。
- 上地雄輔 - アクセス数で2008年ギネスブック認定。現在は殿堂入り2号。現在はLINE BLOGに移行したため、殿堂入りの一覧には掲載されていない。
- 中川翔子 - しょこたん☆ぶろぐ。2009年7月17日にエキサイトブログから移転、その日のうちに殿堂入り。殿堂入り3号である。
- 辻希美 - 殿堂入り第4号。
- 北斗晶 - 殿堂入り第5号。2016年6月から[44]。

### MVB
殿堂入りと似た「MVB」（Most Valuable Blogger、当初はMost Valuable Blog）というものがあり、これに認定されたブログは殿堂入りと同じくランキングの集計対象外となるが、ランキングの上部に表示されるようになる。
- 市川海老蔵 - 初代MVB。
- 小林麻央 - 没後、夫である市川海老蔵に続き2人目のMVBとなる。遺族と相談のもと、読者がコメントを残せるようにブログは継続公開される。

### タレントブログの管理
タレントブロガーの多さが売り物のアメーバブログでは、専門の検閲・監視チームが24時間体制でタレントブログの管理に当たり、炎上の原因となりうるコメントの削除やタレントが投稿した記事のチェックを行っている。
以下にアメーバブログでのコメント管理にまつわる主な事例を挙げる。
- 2008年5月29日、アメーバブログの利用者の一人で電撃ネットワークメンバーのギュウゾウが、自身のブログに「アメブロってコメント欄を勝手に削除してないか？」という記事を投稿。自身のブログに書き込まれたコメントが、アメーバブログ側によって管理されていることを伝えた[48]。
- 2008年8月14日、北京オリンピック柔道100kg級日本代表であり、アメーバブログで自身のコメントを綴っていた鈴木桂治に対する批判コメントが、試合終了直後に大量削除されるという事態が発生した。スポーツ選手のブログに関してはプレー批判も削除対象であるため[49]、試合展開について感想を述べたコメントも削除された。
- フリーアナウンサーの川田亜子が生前書いていたアメーバブログにて、彼女の自殺後に応援コメントが大量に書き込まれた。自殺に関するコメントはアメーバブログ側が一律削除していたが、それらの不自然なコメントはしばらくの間残された。アメーバブログ側はコメントの自動書き込みについては否定している[50]。
- 2009年5月31日付の記事に対して誹謗のコメントを書き込まれた藤田伸二は、翌6月1日付の記事で怒りをあらわにし、6月2日付の記事で「これからは嫌なコメントは消してもら（う）」と記している[51]。
- タレントの真木ひろかは2010年4月3日付のアメンバー限定記事で、コメント自動削除の存在と、良心的なコメントがなんらかの理由で削除されることについて説明し、自分が何もできないことを謝罪して理解を求めた。
- 政治家・作家の三橋貴明は、2010年6月にアメーバブログの一般ブログから「政治家ブログ」に移行したところ、コメントが監視チームにより勝手に削除されるケースが多発し、コメント欄での議論が成り立たなくなる事態に発展したため「自分のブログのコメントは一切削除しないように」とアメーバ事務局に申し入れている[52]。

### 芸能人ブログの情報流出
2010年1月1日未明に第三者による不正アクセスにより、アメーバブログ内の芸能人等の公式ブログ約450件のID、パスワードなどが外部に流出した。複数の芸能人ブログに「お年玉」画像が表示され、そのリンク先にて当該情報が記されたファイルが配布されていた。
また翌2011年12月24日には、第三者による不正アクセスによってブログ利用者5万人のIDが退会状態になり、ブログが消えたり更新できないなどの被害が発生したこともあった。サイバーエージェント側は翌日より復旧作業を開始し、データの損失や不正利用、個人情報漏洩はないとした。

## 関連番組
- エンタ!SELECTION - アメーバブログの女性タレントブログランキングを放送。
- アメカフェ♪ - ユーザーである押切もえ、アンタッチャブルが司会を務める、当ブログを取り扱う日本テレビ制作の番組。番組はすでに終了しており、アンタッチャブルの山崎弘也はGREEの芸能人公式ブログへ移行した。